# Saratoga (New York)
Saratoga er en landsby i Saratoga County i New York i USA. Byen har 5.808(2020) indbyggere. 
Det er bedst kendt for stedet hvor den britiske general John Burgoyne overgav sig til general Horatio Gates i den kontinentale armé i slutningen af slaget ved Saratoga. Dette slag bliver ofte kaldt vendepunktet for kolonierne under den amerikanske uafhængighedskrig.
Landsbyen blev først bosat i slutningen af det 17. århundrede og blev etableret i 1788 mens den stadig tilhørte Albany County i New York og blev en af de oprindelige landsbyer da Saratoga County blev oprettet i 1791. Landsbyen mistede noget af sit oprindelige territorium da nyere landsbyer blev oprettet i Saratoga County.